# Longtan
Longtan (en chino:龙潭区, pinyin:Lóngtán qū, lit:estanque del dragón) es un distrito urbano bajo la administración directa de la Ciudad de Jilin. Se ubica en el centro geográfico de la provincia de Jilin , noreste de la República Popular China . Su área es de 1265 km² y su población total para 2010 fue +400 mil habitantes. 

## Administración
El distrito de Longtan se divide en 19 pueblos que se administran en 13 subdistritos, 4 poblados y 3 villas.